# Nidaros
Nidaros ("foce del fiume Nid") è il toponimo medioevale della città norvegese di Trondheim.

## Storia
Fu sede di una arcidiocesi cattolica, poi soppressa dopo la riforma quando la città divenne centro della cultura luterana norvegese.